# Maria Ford
Maria Ford (ur. 10 października 1966 w Pikes Peak, Kolorado) – amerykańska aktorka, tancerka i modelka pin-up.

## Biogram i filmografia
Urodziła się w Pikes Peak w stanie Kolorado. W przeszłości występowała jako showgirl w Las Vegas. W 1985 zaczęła karierę aktorki. Grywała w filmach klasy B, w tym w thrillerach erotycznych (sexploitation i softcore – współpracując m.in. z Katt Shea i Jimem Wynorskim), horrorach o tematyce wampirów oraz filmach sztuk walki, stając się jedną z „królowych krzyku” w końcówce lat 80. i początkach lat 90. dwudziestego wieku. Po 2014 kontynuowała karierę modelki a także rozpoczęła występy jako zawodowa tancerka brzucha, tańca latynoskiego i jazzowego oraz burleski. Jest także posiadaczką czarnego pasa w amatorskich mieszanych sztukach walki oraz specjalistką od walki bronią.
Quentin Tarantino rzekomo wskazywał Marię Ford jako swoją ulubioną aktorkę kina klasy B, chociaż ta nigdy nie wystąpiła w żadnym z jego filmów.

### Filmografia

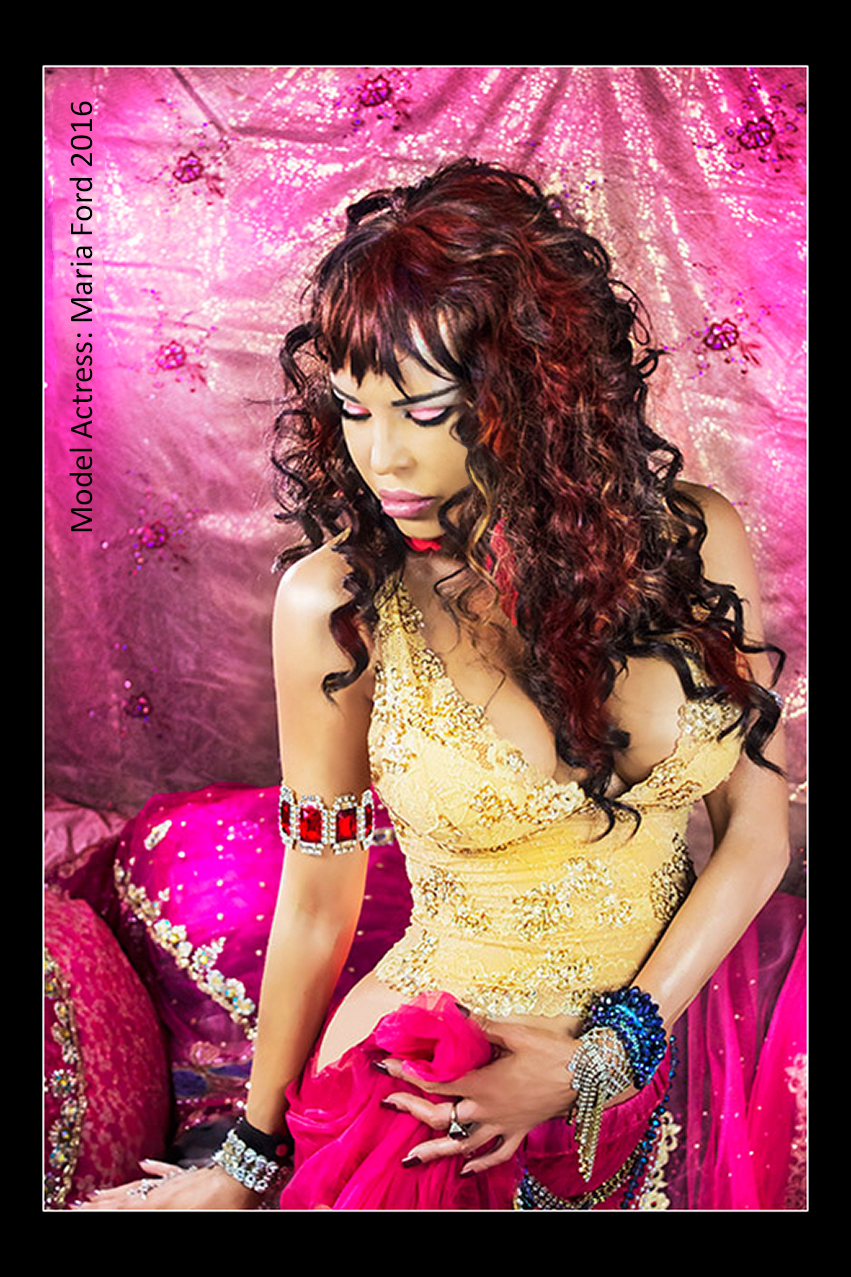
Maria Ford występująca jako tancerka w 2016.

- 2008: Beethoven 6 – Wielka ucieczka (oryg. Beethoven’s Big Break) jako zła sąsiadka
- 2007: Święta doskonałe (oryg. The Perfect Holiday) – we własnej osobie
- 2003: Beethoven 5 (oryg. Beethoven’s 5th) jako piękna miejska kobieta
- 2002: Życiowa rola (oryg. Role Of A Lifetime) jako Margarette-Anne
- 2000: Szepty nocą II (oryg. Night Calls: The Movie, Part 2) jako Brandi
- 1999: Ja też lubię tę grę (oryg. I Like to Play Games Too) jako Suzanne
- 1999: The Key to Sex – jako Christy
- 1998: Casper i Wendy (oryg. Casper Meets Wendy) jako towarzyszka zabaw
- 1998: Rodzina Addamsów: Zjazd rodzinny (oryg. Addams Family Reunion) jako piękna dziewczyna
- 1996: Showgirl Murders – jako Jessica Cross
- 1996: Bezlitosna rzeka (oryg. Hot Ticket) jako Kim
- 1994: Anioł zagłady (oryg. Angel of Destruction) jako Jo Alwood
- 1993: Trzej muszkieterowie (oryg. The Three Musketeers) jako dziewka
- 1992: Sąd ostateczny (oryg. Final Judgement) jako Nicole
- 1991: Pierścień ognia (oryg. Ring of Fire) jako Julie
- 1990: Masakra na przyjęciu 3 (oryg. Slumber Party Massacre III) jako Maria
- 1989: Taniec przeklętych (oryg. Dance of the Damned) jako nauczycielka
- 1989: Stripped to Kill II: Live Girls – jako Shady

### Wybrane występy w serialach telewizyjnych
- 2004: The Drew Carey Show – jako Crystal / striptizerka Nancy (odc. Assault with a Lovely Weapon)
- 2003: Siódme niebo (oryg. 7th Heaven) jako Pamela Perfect (odc. The One Thing)
- 2002: Potyczki Amy (oryg. Judging Amy) jako kelnerka (odc. Boys to Men)
- 2000: Passion Cove – jako Donna
- 1998: Szpital Dobrej Nadziei (oryg. Chicago Hope) jako Tori Landers (odc. The Other Cheek)
- 1993: Żar tropików (oryg. Tropical Heat) jako Margot (odc. Smut and Nothin’ But)